# Moerbeke
Moerbeke là một đô thị ở tỉnh Oost-Vlaanderen. Đô thị này chỉ bao gồm thị xã Moerbeke proper. Tại thời điểm ngày 1 tháng 1 năm 2006 Moerbeke có tổng dân số 5.844 người. Tổng diện tích là 37,80 km² với mật độ dân số là 155 người trên mỗi km².
Moerbeke có nhà máy sản xuất mía đường.